# Жобрин
Жо́брин — село в Україні, у Рівненському районі Рівненської області. Населення становить 893 осіб. В селі працює фельдшерсько-акушерський пункт. З 2017 року у складі Клеванської селищної громади, до 2017 року було центром Жобринської сільської ради.

## Історія села
Там де Стубла неподалік Горині формує гирло, у міжріччі, мов на острівку, розмістилось північніше село Жобрин, яке наприкінці XX століття мало понад 318 дворів, близько 1000 мешканців. Село омивають річки Горинь, Путилівка і Стубла. Жобрин — село, розташоване за 40 км від районного центру, за 10 км від залізничної станції Клевань. Неподалік діє санаторій «Червона калина».
Уперше Жобрин згадує акт 1537 року. У ньому сказано, що до « Пустуйна» відійшли ґрунти « Жобриня» як маєтність князів Острозьких. Запис 1570 року констатує, що «в Жебрине» вводиться податок за « боброві гони». Зате не береться мито від трактового шляху. Реєстр «податкового побору» за 1577 рік відносить « Жебринь» до Берестечка. Там же згадується «Жебринський став».
У 1588 році «Жебрин» відходить до Клеваня, і Юрій Четвертинський платить від нього за 4 « дами», 5 « городень». Чотири роки опісля луцький староста Олександр Пронський дає пану Янушу Заславському містечко Жуків з належним до нього селами, серед яких називається і « Жебринь». Грамота 1648 року засвідчує в « Жебрине» 70 дворів, 520 селян. У 1715 році возний Клеваня уклав скаргу на « жебринських крестьян» за те, що вони своїми стоками спричинили прорив греблі водяного млина. Рік пізніше зафіксована пожежа «жебринского двора».
Заданими 1889 року « Жобрин» — « деревня», єпархіально приналежнадо Дюксина. Церкву тут споруджують лише в наші дні. У 1973 році у селі було 245 дворів, населення -912 чоловік. Сільраді підпорядковані села Круги, Мочулки, Руда — Красна, Углище.

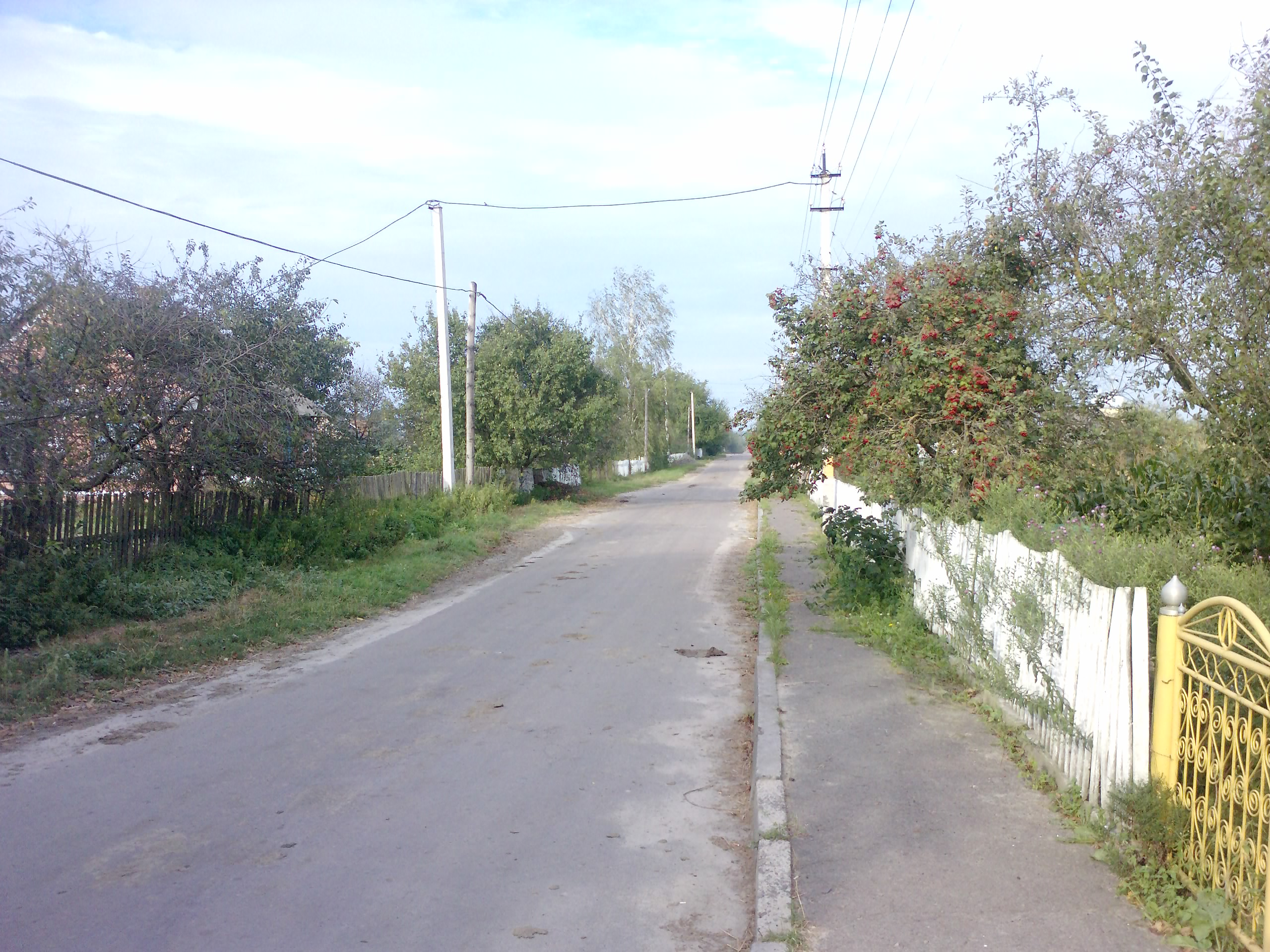

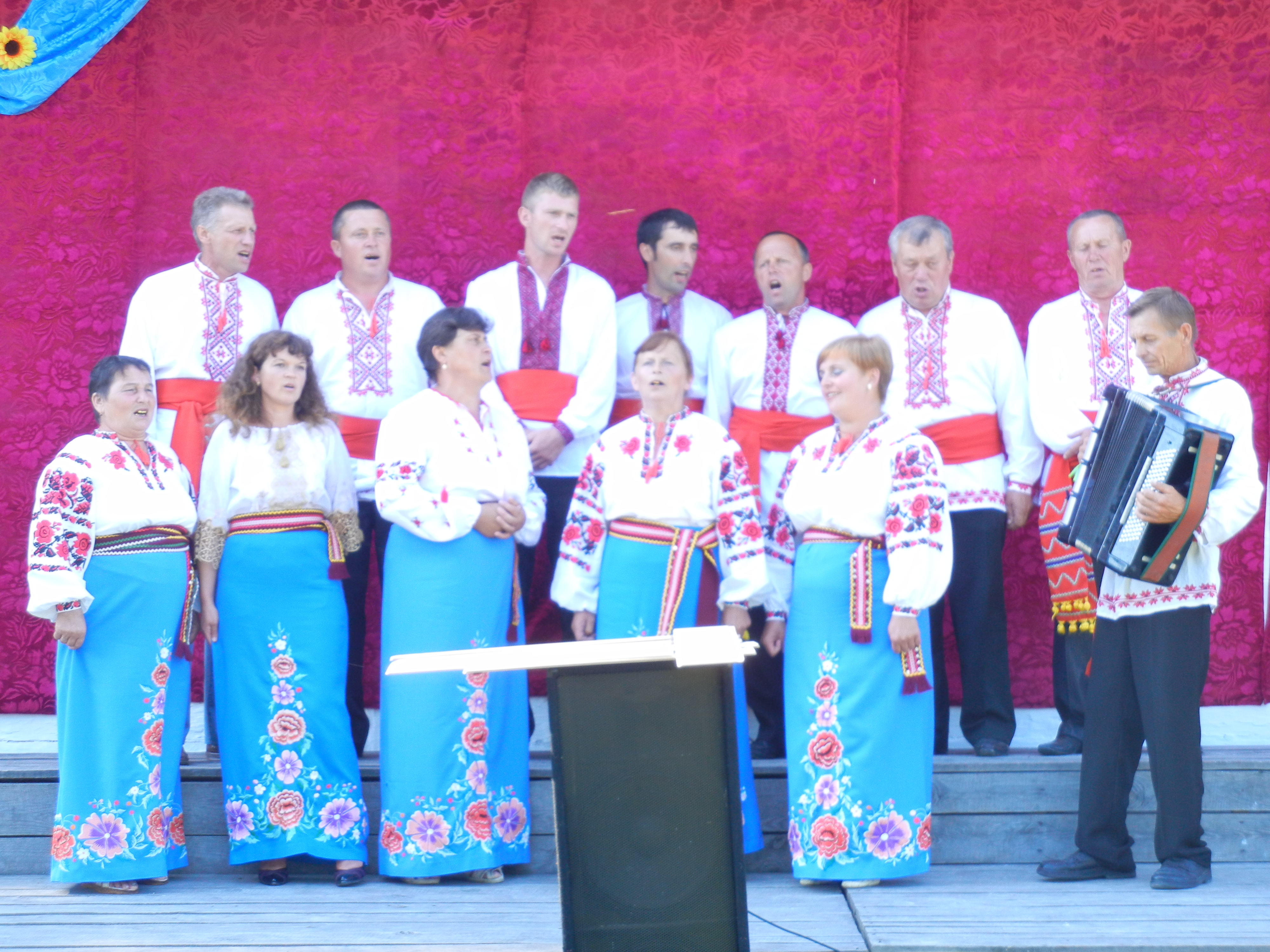
Аматорський хор с. Жобрин

У Жобрині, крім Горині, Путилівки, Стубли, є ще річечка Іловиця (їловица). Вона пересихає, зникає, і лише навесні дає про себе знати. її назва увібрала слово іловий «мулистий», бо дно річки вкрите тонкою каламуттю сірого кольору — «ілом». Така ж історія Іловиць в інших регіонах.
Жобрин знає інші водні об'єкти: Рудянка «струмок з рудим кольором води»; Квоса (Фоса) — « викопаний ставковий рів»; Неводище — «штучне водоймище, створене і 1950 році й назване за іменем урочища»; Жаба — «мілка водойма, де масово крякали жаби»; Стависько — « колишня заболочена мокрота, на місці якої був став, утворений ніби внаслідок провалу ґрунту»; Трясовина — «нині осушений сінокіс на колишній драговині»; Журавлиха — «міжболітній острівок на маєтності Журавлихи»; Гусячий острівець — «петлевидне прибережжя Путилівки — улюблене місце гусей»; Ставок — «рибна тоня, яка живиться водами безіменного потоку»; Біла криничка — «джерело з білим дном і незамерзаючою водою»; Попова криничка — «місце, де ніби освячували воду».

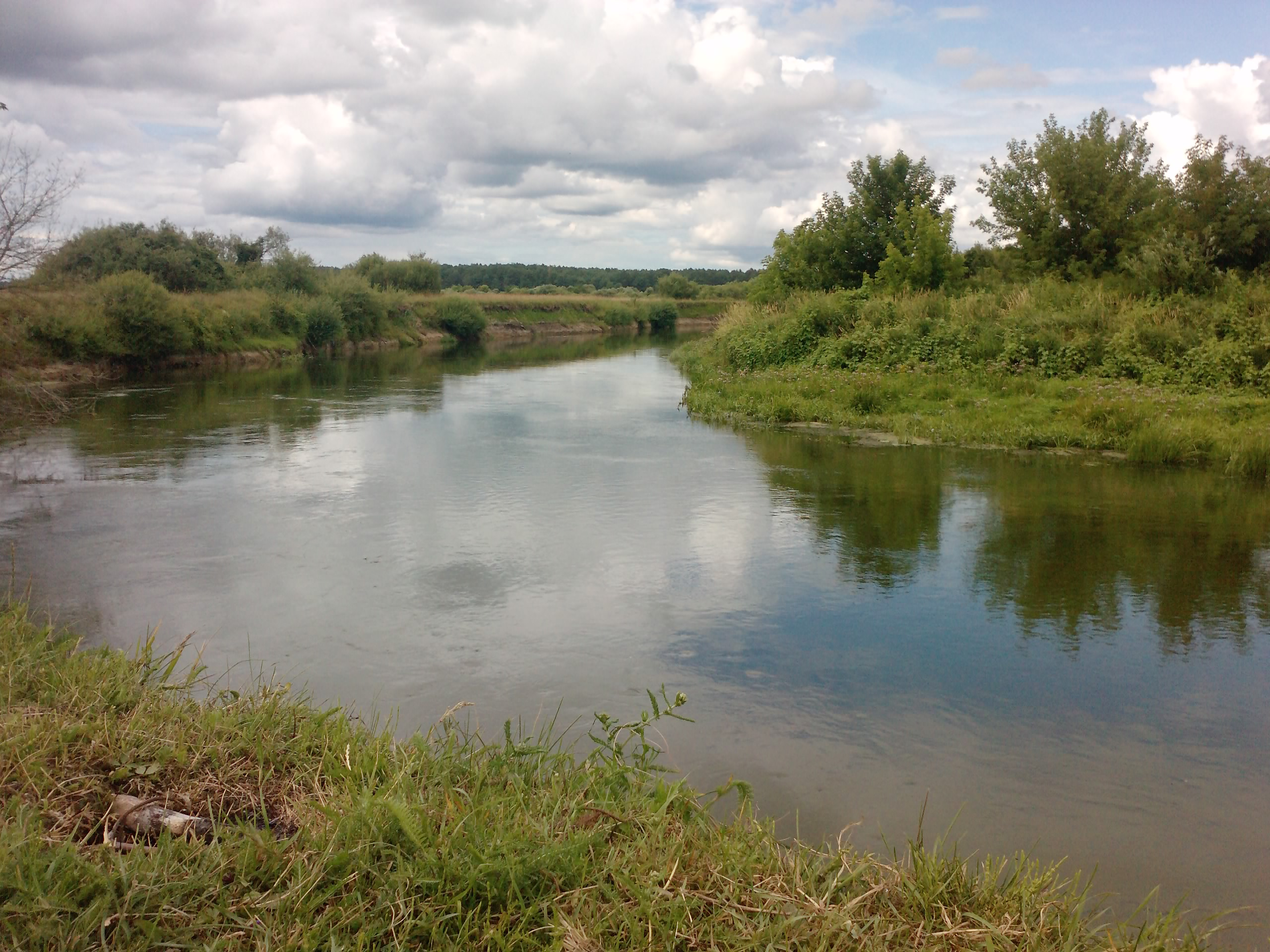

За довідником 1947 року до Жобрина належав хутір Троянівка. Його назва від засвідченого з XI століття імені людини Троян « в українській міфології Троян — божество неба, землі та підземного царства». Була б осада Цуманка, де осіли переселенці з околишнього містечка Цуманя. Тепер це куток села, як і Новоселівка, Набережна, Шлях. Мають назви жобринські поля, луги, ліси, шляхи, стежки, криниці, як — от: Довге — «пасмо міжрічкового орного ґрунту»; Лоза — «культивована земля, де були зарослі лози»; Заволоччя — «нива за урочищем Волока, де значення „заболочене в заростях місце площею 18-24 га“»; Коротке поле — «орна земля малої довжини»; Рудянка — «нива, де протікав струмок з рудим кольором води»; Клин — «угіддя клиноподібної форми»; Смичинського; Стійла — «поля при колишніх тваринних кошарах»; Старий город — «місце, де ніби панські наймити мали свої городи»; Піщанка — «піщана культивована земля»; Жолоби — «коритоподібне поле», Займисько — «луги, закріплені до власників за правом „першого зайняття“»; Стависько — «сінокіс на місці колишнього ставу»; Трясовина — «заросле травою колись драговинне болото» ; Юрова сіножать — «луг, який колись належав власнику Юрію»; Барилова лучка — «невеликий сінокіс власника Барила»; Пеньки — «поле на місці зрубу»; Поруб — «ліс, де були зрубані старі дерева»; Березник — «березовий гай»; Дубина — «дубовий гай»; Яськівщина — «сад на маєтності Яська»; Попід вишнями — «стежка»; Хайлова дорога — «шлях, над яким стоїть хата Євдокії Хайло»; Пелюки — «поле на маєтності Пелюка».

### Санаторій «Червона калина»
Село Жобрин оточене лісами, переважно хвойними, з домішками листяних порід. В 1950 році був організований колгосп імені « 17 вересня». Першим головою колгоспу був Миколайчук Кузьма Павлович, а головою сільської ради — Миколайчук Данило Павлович. Зараз в селі проживає 894 жителі. Окрасою села є санаторій «Червона калина», відомий не лише в Україні, а й за її межами. Мінеральна вода, яка офіційно носить назву санаторію і видобута зі свердловини 750 метрів має лікувальні властивості, не поступається відомій «Миргородській». Дендропарк «Червона калина» є парком-пам'яткою садово-паркового мистецтва місцевого значення.
В селі є середня школа, магазини, клуб, бібліотека, фельдшерсько — акушерський пункт, побудована Свято — Успенська церква. Серед жителів села є вчені — Глінчук Ярослав Йосипович, професор, доктор медичних наук Московського інституту мікрохірургії ока імені Федорова. Є серед жителів любителі в'язання, вишивки, лозоплетіння, випалювання по дереву.

Кожного року справляють новосілля молоді сім'ї в нових будинках. Багато молоді навчається в вищих та середньо — спеціальних закладах.

## Свято-Успенська церква
Восени 1991 року було освячено місце під храм. На загальних зборах парафіян 15 листопада 1992 року одночасно був прийнятий статут УПЦ КП. У цей час храм уже будувався. Ініціатором будівництва виступив уродженець с. Жобрин митрофорний протоієрей Микола Чудовець, який жив у м. Радивилів (помер 13 липня 2011 року. Похований за вівтарною частиною храму).
Велику допомогу у будівництві храму було надано керівництвом колективного сільгосппідприємства (згодом — ПСП «Полісся») особисто директором підприємства Веніаміном Вадимовичем Думанським.
Головним будівничим храму був Гладун Володимир Сидорович, а першим головою церковної ради — Столярчук Кирило Артемович.
Храм будувався протягом 4-х років. Перші богослужіння розпочались у березні 1994 року, коли на парафію було призначено настоятеля отця Юрія Бакуна. Матушка Марія була першим керівником церковного хору. Протоієрей Юрій служив на парафії з березня 1994 року до травня 1995 року.
6 червня 1995 року настоятелем Свято-Успенської парафії с. Жобрин було призначено молодого священика, уродженця Волинської області, випускника Волинської Духовної семінарії — Олександра Літвінцова.

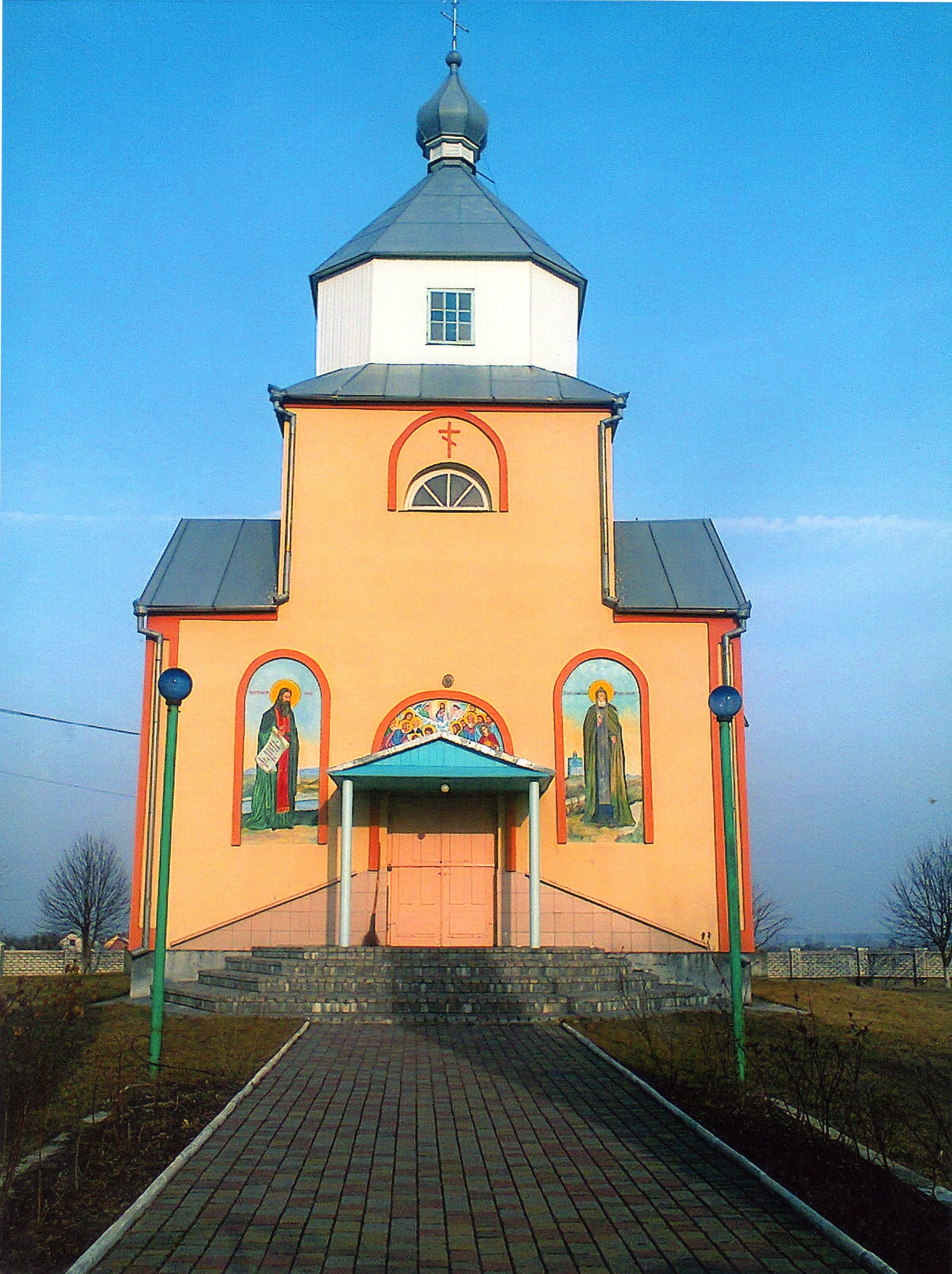

Упродовж літа було завершено внутрішні оздоблювальні роботи і 5 вересня 1995 року Престол і храм освячено єпископом Рівненським і Острозьким Серафимом /Верзуном/ на честь Успіння Пресвятої Богородиці.

## Жобринська публічно-шкільна бібліотека

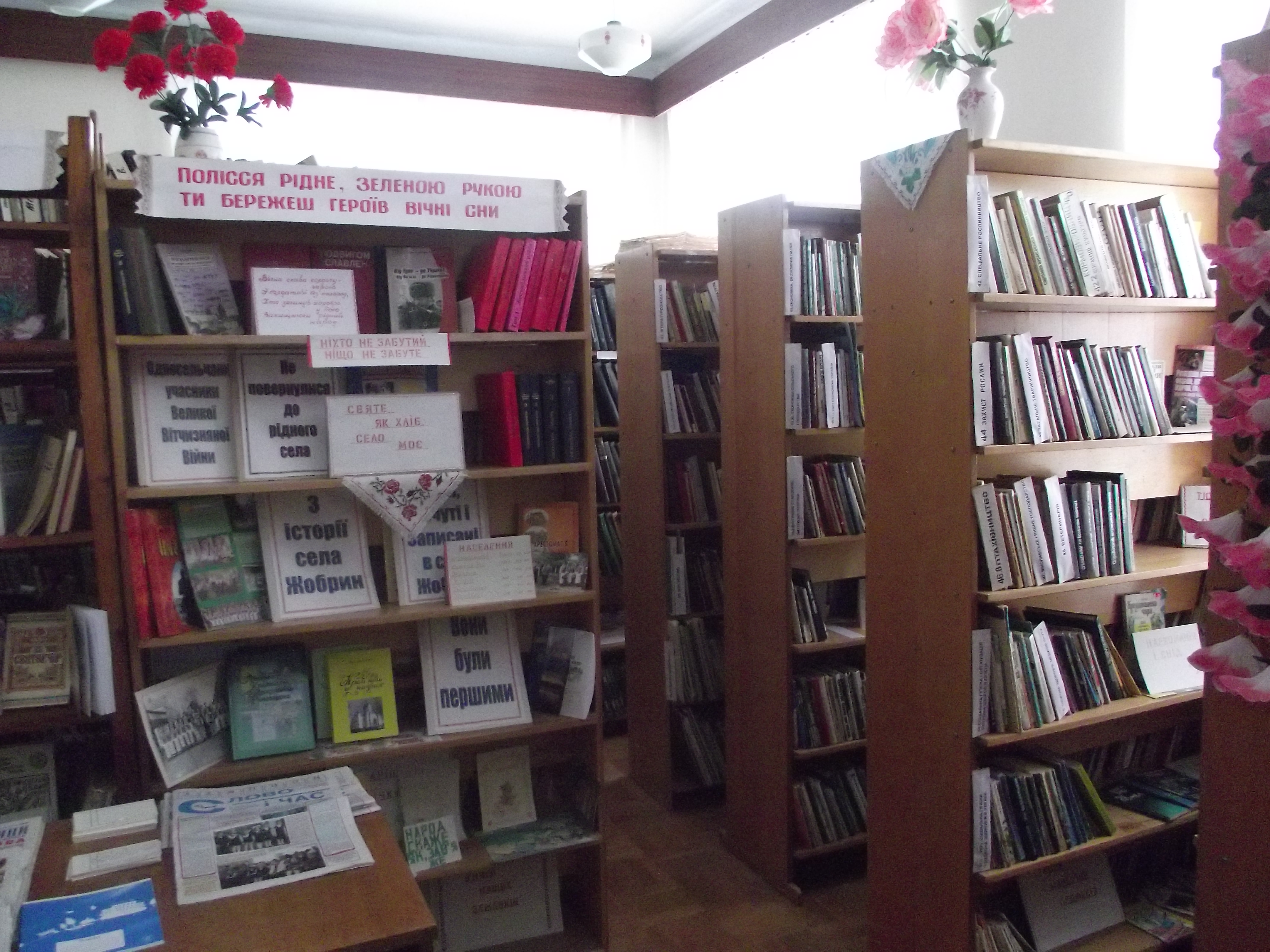

Жобринська сільська бібліотека входить до централізованої системи публічно-шкільних бібліотек Рівненського району.
Послугами бібліотеки користується 502 читачі.
Книжковий фонд нараховує 7544 примірників книг.
Завідувачкою бібліотеки працює з 1973 року Остапчук Євгенія Дмитрівна.
Перша бібліотека (хата-читальня) була створена у 1952 році. першим завідувачем хати-читальні був Глінчук Павло Степанович. На території села Жобрин є середня школа в якій навчається 154 учні. Першим директором школи був Доміна Федір Ілліч. А зараз директором школи працює Панчелюга Віктор Миколайович.
Масові заходи бібліотека проводить разом з учнівським та педагогічним колективом школи.